# Interliga (1999–2007)
Interliga byla mezinárodní profesionální hokejová liga. Byla založena v roce 1999 a zanikla v roce 2007. Ligy se účastnily kluby z Rakouska, Chorvatska, Maďarska, Polska, Srbska, Slovenska a Slovinska.

## Bývalí účastníci
| Tým                       | Město             | Stadion                         | Kapacita |
| ------------------------- | ----------------- | ------------------------------- | -------- |
| VSV EC                    | Villach           | Villacher Stadthalle            | 4,800    |
| EC KAC                    | Klagenfurt        | Stadthalle Klagenfurt           | 5,500    |
| VEU Feldkirch             | Feldkirch         | Vorarlberghalle                 | 5,200    |
| Wiener EV                 | Vídeň             | Albert-Schultz-Halle            | 4,000    |
| HDD Olimpija Lublaň       | Lublaň            | Dvorana Tivoli                  | 4,500    |
| HK Acroni Jesenice        | Jesenice          | Dvorana Podmežakla              | 5,900    |
| Slavija Lublaň            | Lublaň            | Dvorana Zalog                   | 1,000    |
| HK MK Bled                | Bled              | Ledena dvorana Bled             | 1,000    |
| HK Triglav Kranj          | Kranj             | Ledena dvorana Zlatno polje     | 1,000    |
| HK Alfa Ljubljana-Vevče   | Lublaň            | Dvorana Zalog                   | 1,000    |
| Dunaújvárosi Acélbikák    | Dunaújváros       | Dunaújvárosi Jégcsarnok         | 4,000    |
| Alba Volán Székesfehérvár | Székesfehérvár    | Ifjabb Ocskay Gábor Ice Hall    | 3,600    |
| Ferencvárosi TC           | Budapešť          | Pesterzsébeti Jégcsarnok        | 1,500    |
| Újpesti TE                | Budapešť          | Újpesti Jégcsarnok              | 2,200    |
| KHL Medveščak             | Záhřeb            | Dom Športova                    | 6,400    |
| KHL Mladost Zagreb        | Záhřeb            | Dvorana Velesajam               | 1,000    |
| KHK Crvena zvezda         | Bělehrad          | Ledena dvorana Pionir           | 2,000    |
| HK Vojvodina Novi Sad     | Novi Sad          | Spens Sports Center             | 1,000    |
| MHK Dubnica nad Váhom     | Dubnica nad Váhom | Zimný štadión Dubnica nad Váhom | 3,000    |
| HKm Zvolen                | Zvolen            | Zimný štadión Zvolen            | 6,390    |
| Aksam Unia Oświęcim       | Osvětim           | Hala Lodowa MOSiR               | 3,500    |
| Podhale Nowy Targ         | Nowy Targ         | Miejska Hala Lodowa             | 5,000    |
| GKS Tychy                 | Tychy             | Stadion Zimowy w Tychach        | 2,700    |

## Vítězové soutěže
| Sezóna  | Mistr                     |
| ------- | ------------------------- |
| 1999/00 | EC Klagenfurt AC          |
| 2000/01 | HDD Olimpija Lublaň       |
| 2001/02 | HDD ZM Olimpija Lublaň    |
| 2002/03 | Alba Volán Székesfehérvár |
| 2003/04 | Podhale Nowy Targ         |
| 2004/05 | HK Acroni Jesenice        |
| 2005/06 | HK Acroni Jesenice        |
| 2006/07 | Alba Volán Székesfehérvár |